# Carles Camps Mundó
Carles Camps Mundó   (Cervelló, 8 de juliol de 1948) és un poeta català.

## Biografia
Des de ben jove, Carles Camps va tenir interès per la poesia de caràcter experimental. Després d'unes primeres provatures poètiques, a partir de finals de la dècada dels 60 i a començaments de la dels 70, es dedica a la pràctica de la poesia visual. El 1972 mostra la seva obra en aquest camp en una exposició de grup celebrada a la barcelonina Sala Gaspar. És la primera vegada que es mostra poesia visual a la capital catalana. Amb aquest grup format també per pintors i escultors, edita una col·lecció on apareixen les seves proses Trilogia del tret i Sis trets, el poema concret Variacions puntuals i el poema collage Habitar un paisatge. Participa en diverses col·lectives i els seus poemes apareixen en catàlegs i revistes. El 1981 mostra tota la seva obra poètica visual a la Fundació Miró i, com a catàleg, es publica la seva sèrie visual La columna. A partir de la dècada dels 1980 es dedica plenament a la poesia discursiva. Ha col·laborat amb Xavier Franquesa i Joan Hernández Pijoan en edicions d'art. Té publicats alguns poemes i proses en castellà, francès, portuguès i hongarès.

Participa, amb altres autors, en el XXXI Festival Internacional de Poesia de Barcelona al Palau de la Música, el 18 de maig de 2015, on publiquen alguns dels seus poemes: 
Aquest silenci poderós que m'anorrea.
La mudesa absoluta
que pugna amb les paraules
per posseir-me, per apoderar-se'm,
per concebre'm anònim.
La negativa de la vida a prossegir-me
(llàgrimes sense veu que plori).
La mudesa absoluta de desneixe'm:
la mudesa carnívora.
Regust de frase morta.
Aquesta pútrida alenada que em respira.
Aquesta nosa buida.
Talment el cor desfent-se'm. 

## Obres
- Variacions puntuals (1972)[1][3]
- Trilogia del tret (1972)
- Sis trets (1973)
- Habitar un paisatge (1973)
- La nuu. Contes de l'horitzó (1974), poemes visuals
- La columna (1981), poemes visuals
- Sis poemes (1981)
- L'Absent (1989)
- Lliçó de tenebres (1996)
- Dies de nit (1999)
- Un moviment quiet (2004)
- Llibre de les al·lusions (2004)
- Com els colors a la nit (2006), prosa
- El contorn de l'ombra (2007), VIII Premi de Poesia Parc Taulí 2006
- En nom de la paraula (2009)
- La mort i la paraula (2010), Premi Carles Riba de poesia 2009
- La figuració del(s) sentit(s) (2011), recull d'aforismes i reflexions al voltant de la llengua i la creació
- La runa de la veu (2013)
- L'Oració Total (2013), Premi Crítica Serra d'Or 2013[4]
- Cap nom del món (2015)
- Elegia de l'origen (2017)
- El rastre d'uns escrits (2018), Premi Vicent Andrés Estellés 2017
- L'instant inexacte (2023)